# Château de Bergin
Le château de Bergin est une maison forte du XIVe siècle, centre de la seigneurie de Bergin, qui se dresse sur la commune de Saint-Jean-de-Chevelu dans le département de la Savoie en région Auvergne-Rhône-Alpes.

## Situation
Le château de Bergin est situé dans le département français de la Savoie sur la commune de Saint-Jean-de-Chevelu, à 1,6 kilomètre au nord-nord-est du bourg.

## Histoire
Le château de Bergin est, au XIVe siècle, la possession de la famille de Bergin ; Jacques de Bergin (de Bergino), en 1314, est notaire à Yenne. En 1343, Étienne de Bergin reçoit de Guillaume de Chevelu, des fiefs en albergement. Le fief échoit à la famille noble des Drujon, originaire de Belley.
On relève, en 1444, noble Pétremand Drujon, seigneur de Bergin, qui, en 1449, fait une transaction avec Arthaud et Jean Drujon, ses deux fils. Antoine Drujon acquiert, en 1474, des biens de Jean de Mattet. En 1490, vit André Drujon. En 1493, Jean et Hugues Drujon, ses fils, ayant hérité se partagent les biens.
En 1565, André Drujon est parrain à Yenne. Guillaume Drujon, en 1590, est religieux au prieuré d'Anglefort. Il en deviendra le prieur en 1620.
En 1600, Antoine Drujon est marié à Louise de Gerlant. Un partage est fait, en 1610, entre Claude et Pierre Drujon, ce dernier est marié à Pernette de Rubod. En 1675, Louis Drujon, qualifié dans l'acte de mariage comme étant seigneur de Bergin et Mattet, est marié à Charlotte de Gimilieu. Le 1er octobre 1675, il assiste à Yenne, avec son frère Pierre, à la réunion de la noblesse du petit Bugey, à l'occasion de l'avènement de Victor-Amédée II de Savoie.
En 1720, vit François Drujon, seigneur de Bergin et Mattet. Philibert Drujon, fils de François, seigneur de Bergin et Mattet, lieutenant des invalides de Montmélian, le 7 mai 1754, est marié à Margueritte de Seyssel. George Drujon, lieutenant au régiment de Chablais, le 30 mai 1778, épouse Louise de La Tour de Bonlieu. En 1797 vit à Bergin Charles-Antoine Drujon, qui n'a pas émigré.
Dame de La Servette, née Drujon, dernière du nom, est en possession de la terre et du château de Bergin. Terre et château passent ensuite, au milieu du XIXe siècle, à une famille du pays, les Jacquin, puis deviendront en 1952, par alliance, propriété de la famille Percevaux.

## Blasonnement
Le château arbore les armes : « d'azur à trois monts d'or rangés en fasce, mouvants de la pointe, et à trois lames naissantes de même ».

## Description

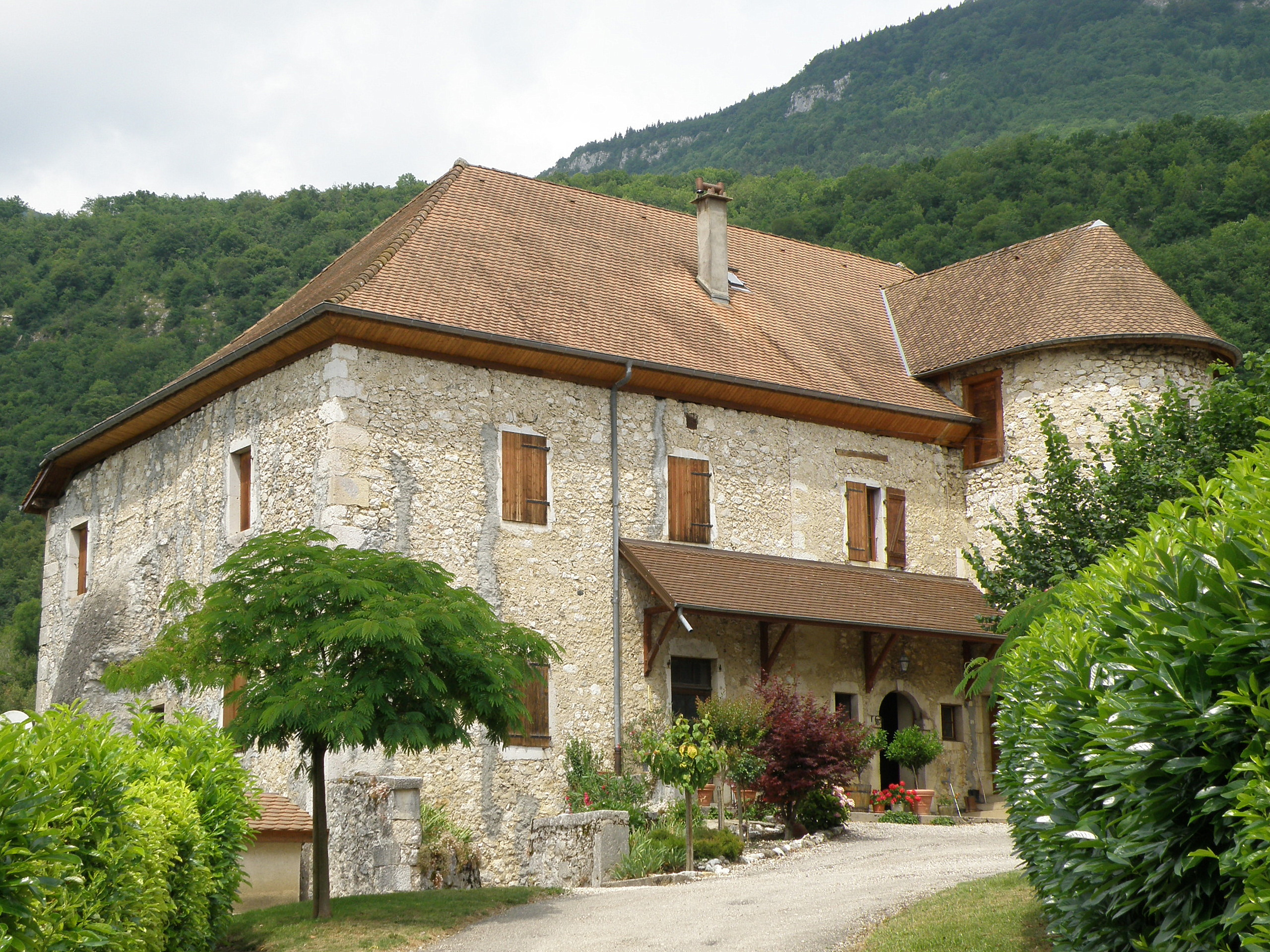
Le corps de logis, avec à sa droite la tour défensive semi-circulaire qui lui est attenante.

Le château se présente aujourd’hui, en particulier quand on l’aperçoit de la départementale 210a, comme un carré de ferme, composé d’un corps de logis, de granges et d’écuries disposés autour d’une cour intérieure, à laquelle donne accès un portail en partie conservé. Du premier état de l’édifice, lorsque celui-ci était encore essentiellement une construction défensive, subsistent la tour semi-circulaire fortifiée, adossée au corps de logis, percée d’une arbalétrière et d’une canonnière, ainsi que quelques éléments architecturaux épars, tels qu’une fenêtre avec linteau en accolade, la porte ogivale de la cave, et la porte basse de la tour, au chambranle de pierre taillé en doucine. En revanche, la porte en plein-cintre et les autres ouvertures du corps de logis témoignent de remaniements effectués aux XVIIe, XVIIIe et XIXe siècles. Du côté opposé au corps de logis, les granges et étables se signalent par quelques détails remarquables, tels qu’une porte à linteau de bois courbe, une porte à arc surbaissé décoré de l’écusson des Drujon, et le vestige d’un linteau orné. Aucun de ces éléments n’est visible de la voie publique ; le château, qui demeure propriété privée, n’est pas visitable actuellement.
La famille Percevaux nouvellement propriétaire exploite le vignoble alentour, lequel est classé en appellation d’origine contrôlée. Les cépages plantés sont Jacquère et Altesse pour les blancs, et Gamay et Mondeuse pour les rouges. La production, sous l’étiquette Château de Bergin, est vendue à un grossiste de Jongieux, qui en assure la mise en bouteilles.